# おば
おば（伯母/叔母/小母）とは日本語で以下の関係に当たる女性に対する敬称。
- 「伯母」は傍系3親等にあたる父親や母親（養父母や再婚相手を含む）の姉ないし兄の妻にあたる女性、祖父母の養女や再婚相手の娘、父母の養親の実の娘で、父母より年長の者を指す語。
- 「叔母」は傍系3親等にあたる父親や母親（養父母や再婚相手を含む）の妹ないし弟の妻にあたる女性、祖父母の養女や再婚相手の娘、父母の養親の実の娘で、父母より年少の者を指す語。稀に本人より年少の場合もある。
- 「小母」は年下の人間が成人女性、特に子を持つ親ほどの年齢層を指して呼ぶ一般語。父母の姉妹以外の親族（いとこおばや父母と年齢の近い従姉や異母姉、兄弟姉妹の姑など）を指して呼ぶ場合にも使う。

## 対象・用例
この語の尊敬語は「〜様」ないし（その音便である）「〜さん」であり、日本語の口語表現全般で使われる。また謙譲語は単に「伯母」・「叔母」であり、自らの親族である「伯母」・「叔母」をより遠い関係の者に呼ぶときにはこれらの謙譲語を使う。古い尊敬語では「〜上」となる。
幼児もしくは年少の人間に対し、「おかあさん」などと同様、相手を中心とした呼び方で一人称として用いられることがある。この場合は普通「〜さん」を付け「おばさん」となる（「おばちゃん」と呼ぶ場合もある）。あるいは年長の女性に対する呼びかけとして「おばちゃん」等を用いる場合もある。
ただし、伯母・叔母にあたる女性であっても若い女性の場合や年齢が近い場合には、「おばさん」の語が持つ年長の語感によって不快に感じることが少なくないため、若い女性を指す一般語の「おねえさん」を用いたり、名前を呼ぶことにしている場合がある。また、伯母・叔母が20歳未満である場合は、通常「おばさん」あるいは「おばちゃん」と呼びかけたり、自称することはまずない。
「本人より年少の叔母」については、側室や妾が普通だった時代は、祖父が早婚・長命であれば今よりはるかに多く見られた。たとえば徳川家康の男の孫では最年長である奥平家昌（家康の娘・亀姫の子）は、徳川秀忠以下ほとんどの叔父・叔母よりも年長であった（もっとも、身分が違うので叔母上と呼ぶ機会はなかったであろうが）。それどころか、家昌の嫡男である奥平忠昌と忠昌の大叔母にあたる家康の末娘・市姫は、わずか1歳違い（市姫が年長）であった。

## 「伯母」と「叔母」
兄弟姉妹の数が多く、大家族制が一般的であった半面、儒教等の影響で長幼の序にきびしかったかつての中国では、兄弟姉妹のなかで、最年長を「伯」、二番目を「仲」、三番目を「叔」、最年少を「季」と称して区別した。父・母の兄や姉を「伯父」・「伯母」、父母の弟や妹を「叔父」・「叔母」と表記するのは、そのためである。

## 大おば
祖父母の姉妹、すなわち父または母のおばは、大おば（大伯母／大叔母、おおおば）と呼ばれる。漢字の使い分けは上に同じである。

## 親族呼称としての「おば」
北米のイロコイ族では日本語の「おば」のカテゴリーに属する女性を「母親」と同じ呼称で呼ぶ。オマハ族では「父方オジ」を「父親」と同じ呼称で呼び、「母方オジ」の呼称とは異なる。オマハ族は母の兄弟の娘である女性のいとこと母の姉妹である「おばさん」とは同じ呼称で呼ばれ、父の姉妹の娘である女性のいとこは、本人の姉妹の娘と同じ呼称で呼ばれる。異なる社会においては、親族としての「おば」の範囲が異なることを示している。
台湾では「おばさん」の発音に漢字を当てた「歐巴桑」という言葉がある。意味は「小母」と同じ。日本と違い、日常生活における呼びかけには使われないものの、アニメの台詞や書籍のタイトル等でよく使われている。

## 親戚に対する呼称
稀ながら「おばさん」と言う呼び方は、自分の伯母・叔母・いとこおばに当たる女性以外にも壮年期以降の成人女性を指して呼ぶ一般語としても用する。例えば、自分と最も年が離れているためそう呼ばれることが一般的である。
1. 義理の伯母 - 配偶者の伯母（舅・姑の姉）や伯父嫁が中年女性の場合
2. 義理の叔母 - 配偶者の叔母（舅・姑の妹）や叔父嫁が中年女性の場合
3. 大叔母 - 中年女性及び自分の父母と年齢が近い場合（いとこ大叔母も同様）
4. 姉 - 壮年期以降の成人女性及び自分と年齢が遠い場合
5. 異父姉 - 壮年期以降の成人女性及び自分の父と年齢が近い場合
6. 異母姉 - 壮年期以降の成人女性及び自分の母と年齢が近い場合
7. 従姉 - 壮年期以降の成人女性及び自分の父母と年齢が近い場合（はとこも同様）
8. 義姉 - 配偶者の姉（小姑）や兄嫁が壮年期以降の成人女性及び自分の父母と年齢が近い場合

## おばさんがモチーフの作品
- タイトルに「おば」を含むページの一覧
- タイトルに「おばさん」を含むページの一覧
- エプロンおばさん
- スプーンおばさん (アニメ)
- おまかせ!プルーデンスおばさん
- ジェシカおばさんの事件簿
- ホレのおばさん
- トゥルーデおばさん
- おばちゃんチップス
- オイ!! オバさん
- 愛少女ポリアンナ物語
- メイム叔母さん
- 私がオバさんになっても
- オバタリアン
- 伯母殺人事件
- 叔母殺人事件